# Jens Vogels
Jens Vogels is een Belgisch korfbalster.

## Levensloop
Vogels is actief bij Voorwaarts. Tevens maakte hij deel uit van het Belgisch nationaal team. Hij nam onder andere deel aan het EK 2018 waar het Belgisch team op de vierde plek strandde.